# Shark Bay Shire
Shark Bay Shire är en kommun i Western Australia, som har en areal på 24 140 km² och en befolkning på 857 invånare, vilket ger en befolkningstäthet på under 0,04 invånare per kvadratkilometer. Den utgörs av två halvöar i den västligaste delen av Australien. Det finns två byar i Shark Bay: Denham, vari kommunens administrativa centrum ligger, och Monkey Mia. Ett antal invånare bor också i Useless Loop, en "stängd" gruvby.
Shark Bay har ett milt och torrt tropiskt klimat, vilket innebär att högsta dygnsmedeltemperaturen varierar från 22°C i juli till 32°C i februari. Regnmängden är låg och varierar, mest regn faller när cykloner drar förbi. Ett genomsnittligt år faller det 228 mm regn.
I kommunen ligger världsarvet Shark Bay.